# 370068 Chrisholmberg
370068 Chrisholmberg è un asteroide della fascia principale. Scoperto nel 2001, presenta un'orbita caratterizzata da un semiasse maggiore pari a 2,9687068 au e da un'eccentricità di 0,0065908, inclinata di 9,41213° rispetto all'eclittica.